# Wesełynowe
Wesełynowe – osiedle typu miejskiego w obwodzie mikołajowskim Ukrainy, siedziba władz rejonu wesełynowskiego.

## Historia
Status osiedla typu miejskiego posiada od 1966.
W 1989 liczyła 8 123 mieszkańców.
W 2013 liczyła 6104 mieszkańców.